# 281 Lucretia
Lucretia è un asteroide della fascia principale del diametro medio di circa 11,76 km. Scoperto nel 1888, presenta un'orbita caratterizzata da un semiasse maggiore pari a 2,1886338 UA e da un'eccentricità di 0,1317569, inclinata di 5,30523° rispetto all'eclittica.
Stanti i suoi parametri orbitali, è considerato un membro della famiglia Flora di asteroidi.
Il suo nome fu dedicato all'astronoma britannica Caroline Lucretia Herschel, sorella di William Herschel e una delle prime donne a dare un importante contributo scientifico all'astronomia.